# 46P/ Wirtanen
O 46P / Wirtanen é um pequeno cometa com um período orbital de 5,4 anos. Ele era o alvo original de investigação pela sonda espacial Rosetta, planejada pela ESA. Pertence à família de asteroides de Júpiter e têm afélios entre 5 e 6 UA. O seu diâmetro é estimado em 1,2 km (0,75 milhas). O cometa é o alvo para a sonda espacial Comet Hopper, proposta pela NASA para ser lançada em 2016.
46P/Wirtanen foi descoberto fotograficamente em 17 de janeiro de 1948 pelo astrônomo norte-americano Carl A. Wirtanen. A placa foi exposta no dia 15 de janeiro durante uma pesquisa de movimento próprio estelar para o Observatório Lick, na Califórnia. Devido a um número limitado de observações iniciais, que levou mais de um ano para reconhecer esse objeto como um cometa de curto período.
Em 16 de dezembro de 2018 o cometa passará 0,0777  UA (11.620.000 km ; 7.220.000 milhas) da Terra.

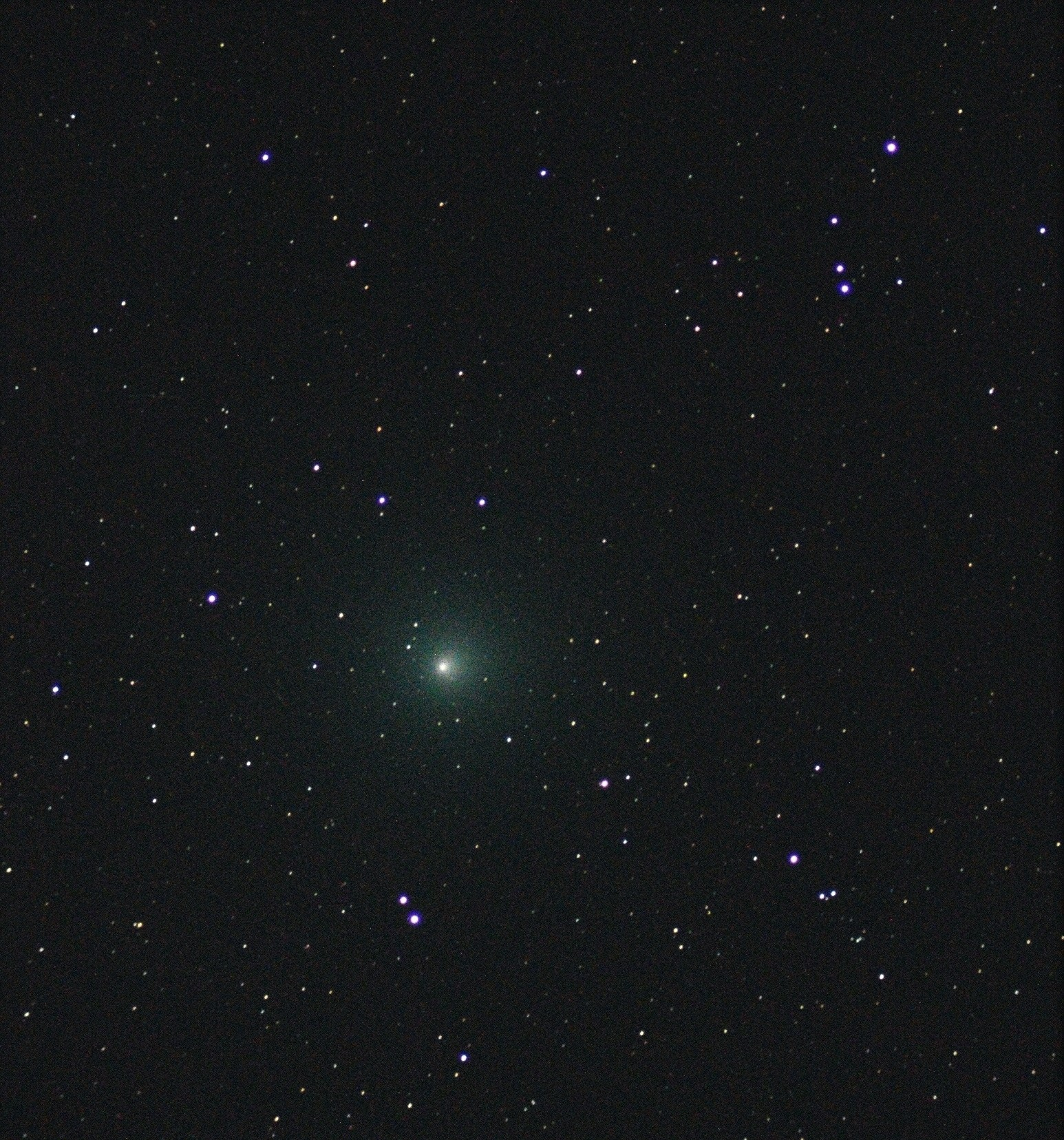
Cometa Wirtanen observado na Argentina

## Ligações Externas
- IAU Ephemerides page for 46P
- 46P on JPL Small-Body Database Browser